# Den Velde
Den Velde est un village dans la commune néerlandaise de Hardenberg, dans la province d'Overijssel. Le 1er janvier 2006, le village comptait 213 habitants.

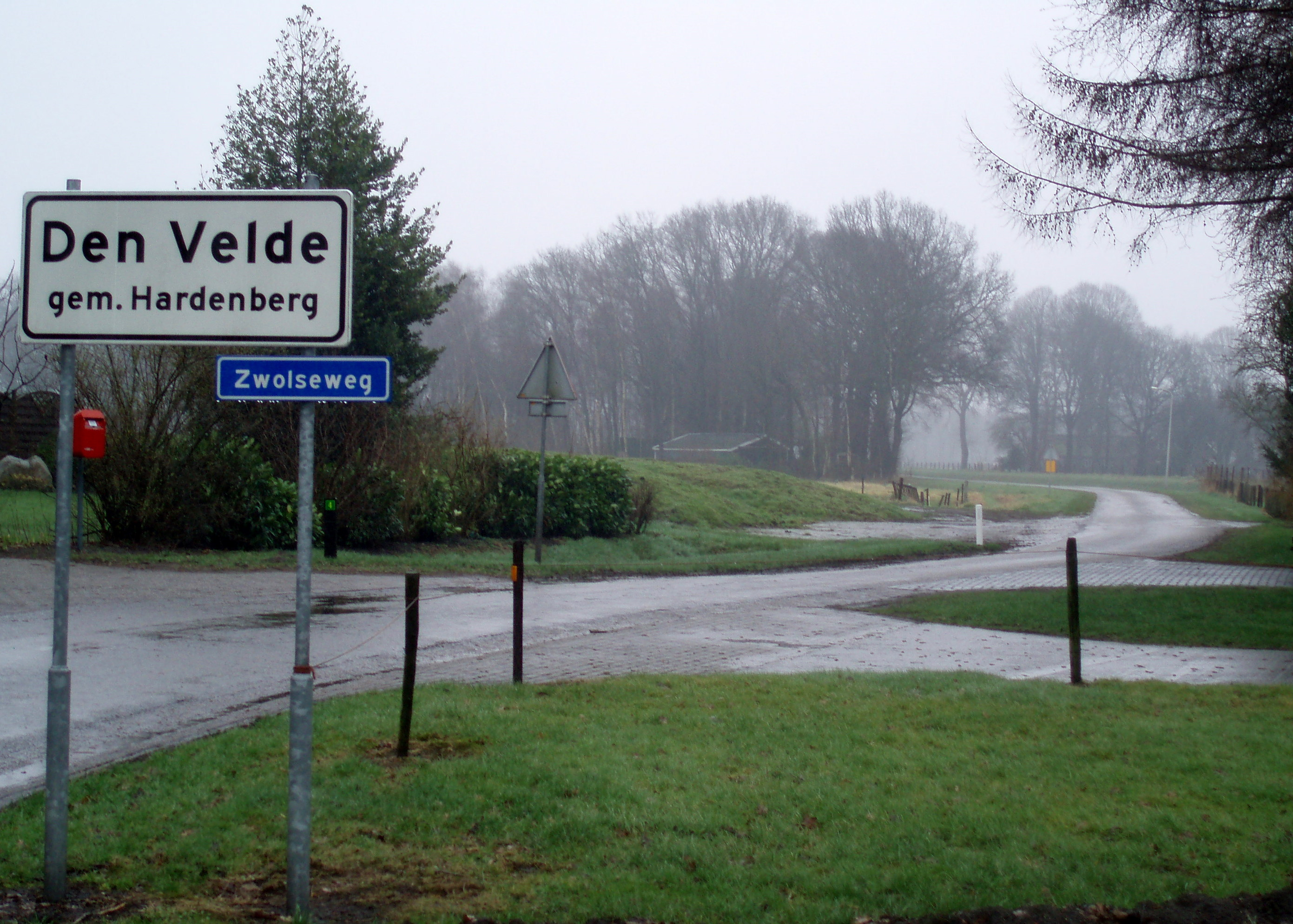
Carrefour à l'entrée de Den Velde